# 浅草文化観光センター
浅草文化観光センター（あさくさぶんかかんこうセンター）は、東京都台東区雷門二丁目にある、観光案内所などからなる複合施設である。浅草雷門前に位置する。

## 歴史
この地には2階建の銀行の建物があり、銀行が撤退した後の1985年に台東区が買い取って浅草文化観光センターを開設。その後建物が築50年を過ぎ老朽化が進んだことから、2008年に建替えに向けたコンペが行われ、隈研吾の案が採用された。総事業費は約16億円で、2012年4月にリニューアルオープンした。正式名称は「東京都台東区立浅草文化観光センター」。

## 建築
平屋の家屋を縦に積み重ねたようなデザインで、各層の高さや屋根の角度、内装はそれぞれ変化がつけられている。それぞれの層には杉の不燃材製の縦のルーバーが取り付けられている。隈は、デザインの意図について「敷地が広くないためペンシルビルにならないよう、また浅草の街並みに合うように平屋を積み重ねたデザインにした」と述べている。
1階は日本語・英語・韓国語・中国語対応の案内カウンターや外貨両替所、2階には観光情報コーナーが設けられた。6階は階段状の多目的スペースで、7階の展示スペースとともにイベントなどに使用可能である。最上階の8階は、無料の展望テラスとなっている。
当初計画では高さ41.25 mであったが、街並みの調和を損なうとして浅草寺や地元商店街から反対の声が上がった。結果的に2 mほど縮小し、高さ38.9 mとされた。
2012年には、グッドデザイン賞を受賞している。

## 交通
- 東武鉄道（ 東武スカイツリーライン）浅草駅 徒歩5分
- 東京都交通局（ 浅草線）浅草駅 徒歩2分
- 東京地下鉄（ 銀座線）浅草駅　徒歩1分
- 首都圏新都市鉄道（ つくばエクスプレス）浅草駅　徒歩10分